# Theretra tryoni
Theretra tryoni là một loài bướm đêm thuộc họ Sphingidae. Nó được tìm thấy ở Papua New Guinea, Queensland và đông bắc New South Wales.
Sải cánh dài khoảng 70 mm. Con trưởng thành có màu nâu với vài đốm tối.
Ấu trùng ăn ráy, khoai môn và vân môn.